# アキア
株式会社アキア（Akia Co.,Ltd. ）は、液晶テレビの製造・販売を行っていた日本の企業。本社所在地は千葉県長生郡長柄町。ブランド名はアルファベットの小文字のakia。パーソナルコンピュータの製造・販売も行っていた時期もあり、その当時は本社は東京都渋谷区にあった。2009年に「株式会社アキア」として再創業されたが、2017年8月に清算された。

## 概要
デル・コンピュータ日本法人社長だった飯塚克美が1995年9月18日「アキア株式会社」を創業。"akia"の最初の"a"は"Asian Pacific"の"a"、"ki"は飯塚克美のイニシャル、最後の"a"は"America"の"a"を意味する。飯塚を中心として、アジアとアメリカを舞台に事業展開するという意味が込められている。
デルを参考にファブレスで生産した製品をダイレクトマーケティングで販売するというビジネスモデルを導入し、デザイン性に優れたノートパソコン"Tornado"や当時珍しかった省スペースパソコンと液晶ディスプレイを組み合わせたデスクトップ機"MicroBook"を低価格で販売し、最初の製品発売から1年間で売り上げ100億円を超す成功を収めた。
1997年にはMacintosh互換機"MicroBook Power"を発売するが、同年のAppleの方針転換によりMac OSの供給を絶たれたことなどにより資金繰りが悪化。秋葉原や大阪日本橋に直営店を出店するなどしたものの業績は回復せず、1999年2月にカシオ計算機と共同で新会社を設立してカシオの傘下に入った。飯塚は2001年に社長を退任。しかし、その後も業績はふるわず、2003年10月1日にはパーソナル・コンピュータの保守サービス業務を有限会社インターに引き継ぐなど、事実上事業は消滅した。2007年当時では、アキアのウェブサイトも保守を引き継いだ有限会社インターのウェブサイトも閉鎖されていた。

### 再創業
2004年に薄型テレビメーカーのバイ・デザインを設立し社長を務めた飯塚克美は、2006年のインタビューでアキア・ブランドの復活を考えていると語っていた。
2009年2月6日に株式会社アキアが再び設立された。同年10月29日、直販サイトにて液晶テレビの予約受付を開始、同年12月18日、直販のECサイト「akia-direct」がオープンした。PCメーカー時代と同じくファブレスと直販を基本方針としている。日立製作所やバイ・デザインの技術者だった多治見淑高が社長を務めており、飯塚と新生アキアの関係は明らかでないが、「akia-direct」では飯塚が社長を務めるバイ・デザインの製品も販売されている。
2010年より家電量販店ラオックスでアキアとバイ・デザインの液晶テレビの販売を開始。アキア製品を取り扱う量販店は同社が唯一となったが、バイ・デザインは2011年に破産した。その後同社が過去に販売したテレビについては株式会社アキアがリサイクルを引き受けていた。株式会社アキアは2017年8月に清算された。

## テレビ番組
- 日経スペシャル ガイアの夜明け 敗者復活 〜ベンチャー社長の再挑戦〜（2004年1月27日、テレビ東京）[8]